# Siemion Chochriakow
Siemion Wasilewicz Chochriakow (ros. Семён Васильевич Хохряков; ur. 18 grudnia?/31 grudnia 1915 we wsi Kojełga, zm. 17 kwietnia 1945 pod Chociebużem) – radziecki dowódca wojskowy, major wojsk pancernych Armii Czerwonej, dwukrotny Bohater Związku Radzieckiego (1944, 1945).

## Życiorys
W 1937 roku wstąpił do Armii Czerwonej, a w 1939 do partii bolszewickiej. Uczestnik walk z wojskami japońskimi w bitwie nad Chałchin-Goł w roku 1939. W czerwcu 1941 roku został politrukiem i kierował pracą polityczno-wychowawczą w pododdziałach wojskowych. Był dowódcą 2. batalionu czołgów 54 Gwardyjskiej Brygady Pancernej, który 16 stycznia 1945 roku wypierał wojska niemieckie z Częstochowy. Później brał udział w zdobywaniu Bolesławca. Zginął w czasie forsowania Odry 17 kwietnia roku 1945.
Za walki na Ukrainie udekorowano go Złotą Gwiazdą Bohatera Związku Radzieckiego, drugi raz to odznaczenie otrzymał za walki w Częstochowie.

## Odznaczenia
- Medal „Złota Gwiazda” Bohatera Związku Radzieckiego (dwukrotnie: 24 maja 1944, 10 kwietnia 1945)
- Order Lenina (dwukrotnie)
- Medal „Za Odwagę”
- Order Gwiazdy Polarnej (Mongolia)

## Galeria

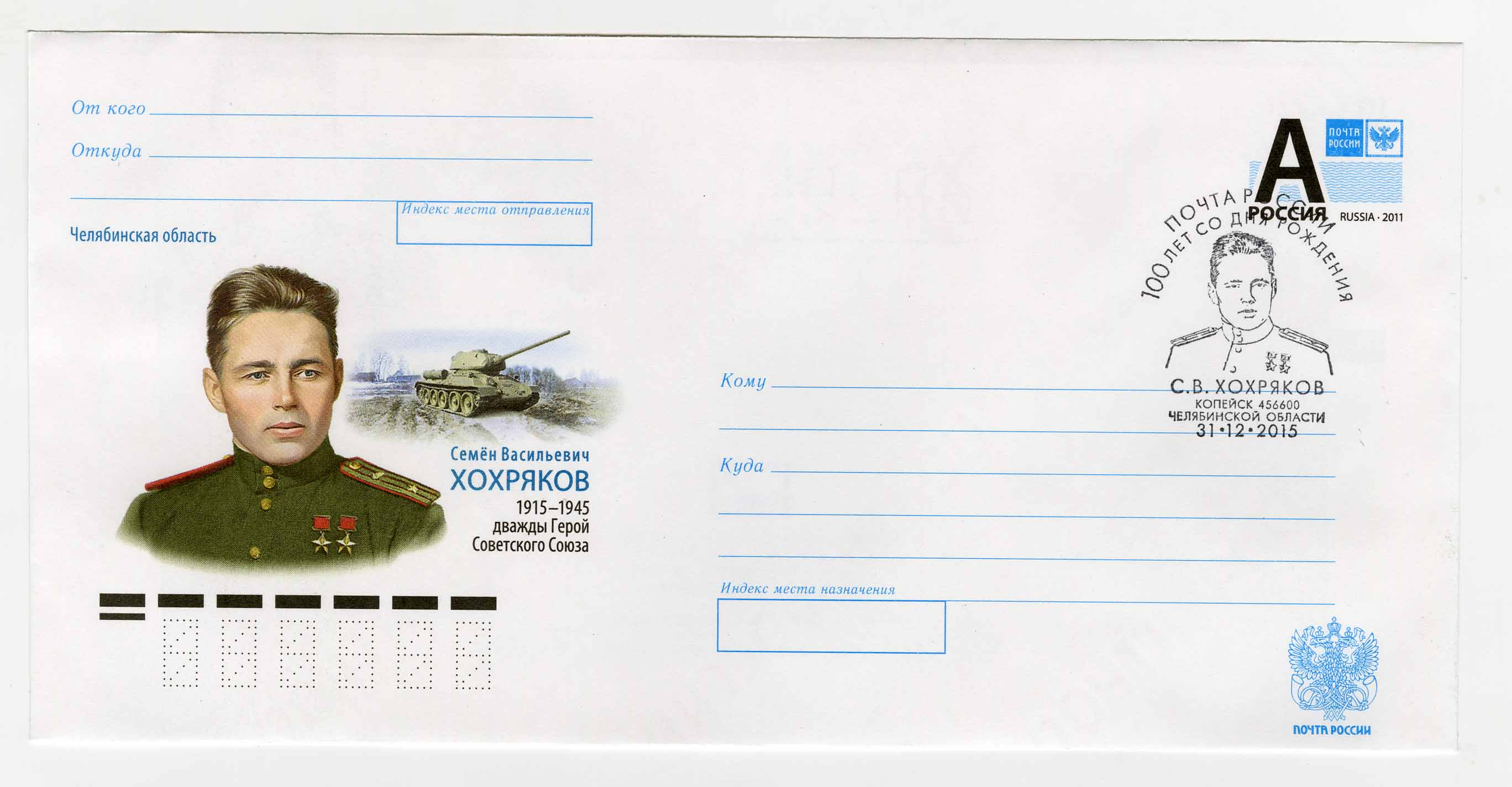
Pocztówka upamiętniająca S.W. Chochriakowa